# فيكتور كريف (كرة يد)
فيكتور كريف (الروسية: Киреев, Виктор Сергеевич) مواليد 5 مايو 1987 في بينزا أوبلاست، روسيا، هو لاعب كرة يد روسي يلعب كحارس مرمى. يلعب حاليا مع نادي سانت بطرسبرغ لكرة اليد ويحمل الرقم 87. مثل منتخب روسيا لكرة اليد.

## سجل المنافسة
شارك في البطولات التالية:
- بطولة أوروبا لكرة اليد للرجال 2016

## روابط خارجية
- فيكتور كريف على موقع الاتحاد الأوروبي لكرة اليد (الإنجليزية)
- فيكتور كريف على موقع الدوري الألماني لكرة اليد (الألمانية)